# Nuvole (Random)
Nuvole è il secondo album in studio del rapper italiano Random, pubblicato il 2 aprile 2021.
Il disco contiene il brano Torno a te, presentato al Festival di Sanremo 2021.

## Tracce
1. Torno a te – 3:27
2. Sole quando piove (feat. Gio Evan) – 2:42
3. Limiti – 2:28
4. (La musica dentro) la musica fuori – 2:27
5. Quello che mi serve – 2:59
6. Vacci piano (feat. Gué Pequeno) – 2:23
7. Altrove – 3:04
8. Cielo nero (feat. Carl Brave e Samurai Jay) – 2:51
9. Pugnali – 2:44
10. Vogliono essere (Etnico) – 3:18
11. Ke vuoi? – 2:20
12. Ami ma... – 3:27